# Kîselivka, Iemilciîne
Kîselivka (în ucraineană Киселівка) este un sat în comuna Hannopil din raionul Iemilciîne, regiunea Jîtomîr, Ucraina.

## Demografie
Componența lingvistică a localității Kîselivka
     Ucraineană (100%)
Conform recensământului din 2001, toată populația localității Kîselivka era vorbitoare de ucraineană (100%).